# Лондонски споразум о Међународном војном трибуналу
Лондонски споразум о Међународном војном трибуналу (познат и као Лондонска повеља или Нирнбершка повеља) био је декрет издат 8. августa 1945. године који је одредио прописе и процедуре по којима је требало да се одвијају Нирнбершка суђења.
Споразум је предвидео да само злочини сила Осовине буду процесуирани. Дефинисане су три категорије злочина: ратни злочини, злочини против човечности и злочини против мира. Такође је предвиђено да обављање званичне функције не ослобађа само по себи одговорности за ратне злочине. Извршавање наређења је само могло бити од значаја код одмеравања казне, ако би Трибунал то нашао за сходно.
Кривична процедура коју је спроводио Трибунал била је ближа европско-континенталном праву него англосаксонском, услед суђења пред судијским већем (а не поротом) и широким допуштањем тзв. рекла-казала доказа. Окривљени који су осуђени могли су се жалити Савезничком контролном већу као другостепеној инстанци. Такође, окривљенима је било допуштено да износе доказе у своју одбрану и да унакрсно испитују сведоке. 
Споразум је настао под утицајем Московске декларације о злочинима, која је донесена после Московске конференције 1943. године. Нацрт споразума израђен је у Лондону, непосредно после капитулације Немачке. Сам нацрт израдили су Роберт Џексон, Роберт Фалко и Јона Никиченко.
Споразум и дефиниција злочина против мира били су основ за финско право у овој области и, после усвајања основних принципа од стране парламента Финске, омогућили су суђења за одговорне у рату у Финској. 